# Premiile muzicale Radio România Actualități 2009
A șaptea gală a premiilor muzicale Radio România a fost ținută pe 15 martie 2009 în Sala Radio din București, având ca scop recunoașterea celor mai populari artiști români din anul 2008. A fost transmisă în direct pe stațiile Radio România Actualități și Radio România Internațional, difuzată pe posturile TVR 1 și TVR Internațional, și prezentată de Alina Sorescu și Bogdan Pavlică. Premiul Artistul anului i-a revenit [[]]. 

## Spectacole
| Artiști                        | Melodii |
| ------------------------------ | ------- |
| Andra                          | „”      |
| Mircea Baniciu                 | „”      |
| Direcția 5                     | „”      |
| Alexandra Ungureanu Tony Tomas | „”      |
| Smiley                         | „[[]]”  |
| Horia Brenciu                  | „”      |
| Nico Vlad Miriță               | „”      |
| Blaxy Girls                    | „”      |
| Mandinga                       | „”      |
| Alina Eremia                   | „”      |
| Hara                           | „”      |
| Voltaj                         | „”      |
| Marina Voica                   | „”      |
| Elena Gheorghe                 | „”      |

## Prezentatori
- [[]] - a prezentat premiul pentru .
- [[]] - a prezentat premiul pentru .
- [[]] - a prezentat premiul pentru , revendicat de [[]] în numele .
- [[]] - a prezentat premiul pentru .
- [[]] - a prezentat premiul pentru .
- [[]] - a prezentat premiul pentru .
- [[]] și [[]] - i-au înmânat Premiul  lui [[]].
- [[]] - a prezentat premiul pentru .
- - a prezentat premiul Big Like - Facebook.
- [[]] și [[]] - au prezentat premiul .
- [[]] și [[]] - i-au înmânat Premiul pentru întreaga carieră compozitorului [[]].
- [[]] - a prezentat premiul .
- [[]] - a prezentat premiul .
- [[]] - a prezentat premiul pentru .
- [[]] - a prezentat premiul pentru Cea mai bună voce masculină.
- [[]] - a prezentat premiul .
- [[]] - a anunțat premiul .

## Câștigători și nominalizați
| - Anca Parghel - - - - - - - \| valign="top"\| - Blaxy Girls                                                                                                 | Cel mai bun interpret                                                      | Cea mai bună interpretă      |                             |
| - Horia Brenciu - - - \| valign="top"\| - Andra |                                                                            |                              |                             |
| Cel mai bun cântec pop | Cel mai bun album pop                                                      |                              |                             |
| - „Pe-o margine de lume” - Nico și Vlad Miriță - „” - **„[[]]” - **„[[]]” - [[]] și **„[[]]” - **„” - \| valign="top"\| - Dragostea rămâne - Andra           | Cel mai bun cântec pop-dance                                               | Cel mai bun album pop-dance  |                             |
| - „Brasil” - Tom Boxer, Anca Parghel și Fly Project - „”Hooky Song - Andreea Bănică - „”Hot - Inna - „”În lipsa mea - Smiley - „”Super Woman - Andreea Bălan | - În lipsa ta - Smiley - „” - [[]], [[]] și **„” - [[]] și **„[[]]” - \|-  | Cel mai bun artist pop-dance | Cel mai bun cântec pop-rock |
| - Smiley - Andreea Bănică - DJ Project - Inna - Morandi | - „Dematurizare” – Voltaj - „” - [[]] și **„” - [[]] și **„” - [[]] și \|- | Cel mai bun album pop-rock   | Cel mai bun grup pop-rock   |
| - Aniversare - Direcția 5 - „” - **„” - [[]] și **„” - **„” - [[]] și \| valign="top"\| - Direcția 5                                                         | Omul cu chitara                                                            | Cel mai bun compozitor       |                             |
| - Mircea Baniciu - Andrei Tudor | Cel mai bun artist latino                                                  | Cel mai bun proiect etno     |                             |
| - Mandinga - - - - - - - \| valign="top" \| - Interetnik – Hara - „” - [[]] și **„” - [[]] și **„” - [[]] și \|-                                             |                                                                            |                              |                             |

## Premii speciale
Ediția din 2014 a premiilor a inclus  categorie specială, care să nu aibă parte de nominalizări anterioare. Premiul pentru întreaga carieră a fost oferit lui [[]].